# Mjoön
Mjoön är en ö belägen i Degeröfjärdens södra del i Lule skärgård omkring en kilometer nordväst om Småskär. Öns låga höjd över vattnet ger rikligt med våtmarker och strandängar med höga naturvärden. På ön växer bland annat ormtunga, fyrling och strandrödtoppa. På 1930-talet brandhärjades ön varefter en lövrik skog vuxit upp. På öns sydöstra sida återfinns ett fågelskyddsområde.